# Versailles (Ohio)
Pour les articles homonymes, voir Versailles (homonymie).
Versailles est un village de l'État américain de l'Ohio, situé dans le comté de Darke. Selon le recensement de 2000, sa population est de 2 589 habitants.

## Histoire
Le village, fondé en 1819, était originairement appelé Jacksonville. Cependant, du fait qu'une grande majorité des habitants étaient d'origine française, on a suggéré que le nom du village soit changé en un nom français, pour commémorer leur patrie. Versailles est devenue le nom du village en 1837.